# Richard Gottehrer
 (avril 2022).
Richard Gottehrer est un auteur-compositeur et producteur américain né le 12 juin 1940.
Dans les années 1960, il forme le trio The Strangeloves (en) avec Bob Feldman et Jerry Goldstein. Ils écrivent ensemble plusieurs chansons à succès, comme I Want Candy ou Sorrow.
En 1966, il fonde la maison de disques Sire Records avec Seymour Stein.
À partir des années 1970, il devient producteur pour des artistes comme Blondie, les Go-Go's, les Raveonettes ou Dum Dum Girls.
En 1997, il fonde The Orchard, l'une des premières entreprises de distribution musicale numérique.

## Albums produits
- 1974 : Turn of the Cards de Renaissance
- 1976 : Blondie de Blondie
- 1977 : Plastic Letters de Blondie
- 1977 : Blank Generation de Richard Hell and The Voidoids
- 1978 : Private Practice (en) de Dr. Feelgood
- 1980 : Me Myself I (en) de Joan Armatrading
- 1981 : Beauty and the Beat des Go-Go's
- 1982 : Marshall Crenshaw (en) de Marshall Crenshaw
- 1982 : Vacation (en) des Go-Go's
- 2003 : Chain Gang of Love des Raveonettes
- 2005 : Pretty in Black des Raveonettes
- 2010 : I Will Be (en) de Dum Dum Girls
- 2011 : Only in Dreams (en) de Dum Dum Girls
- 2012 : Observator des Raveonettes
- 2014 : Too True (en) de Dum Dum Girls